# Feuchtemessung mit Zeitbereichsreflektometrie
Zur Messung der Materialfeuchte eines Stoffes kann die Zeitbereichsreflektometrie (englisch Time Domain Reflectometry, kurz TDR) verwendet werden.
Der durchschnittliche Feuchtegehalt entlang eines Sensors wird durch Laufzeitmessung eines elektrischen Signals bestimmt. Der punktuelle Feuchtegehalt entlang eines Sensors lässt sich durch Anpassungen des Sensors, komplexe Algorithmen und ein entsprechendes Rekonstruktionsverfahren bestimmen (Profilmessung).

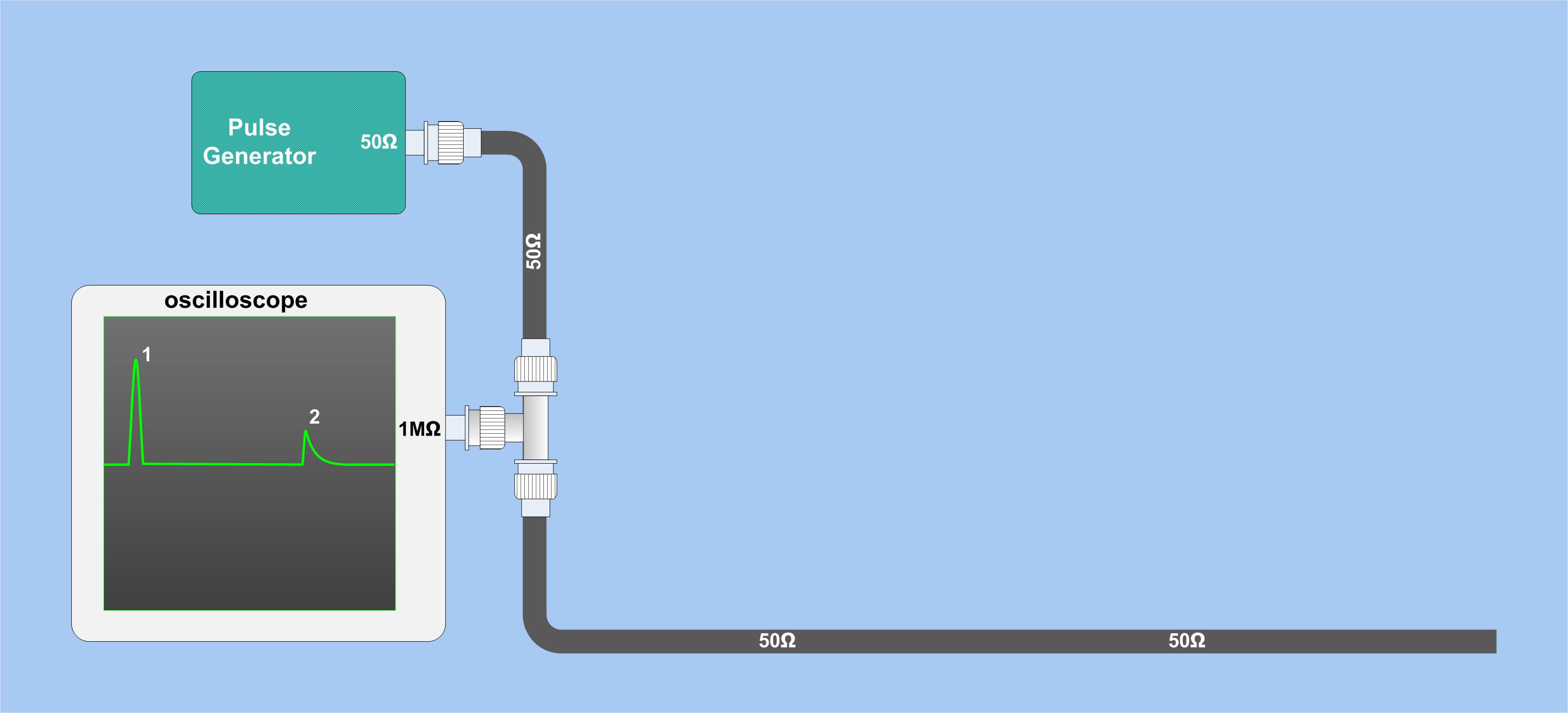
Funktionsweise eines TDR-Messgerätes

## Laufzeitmessung

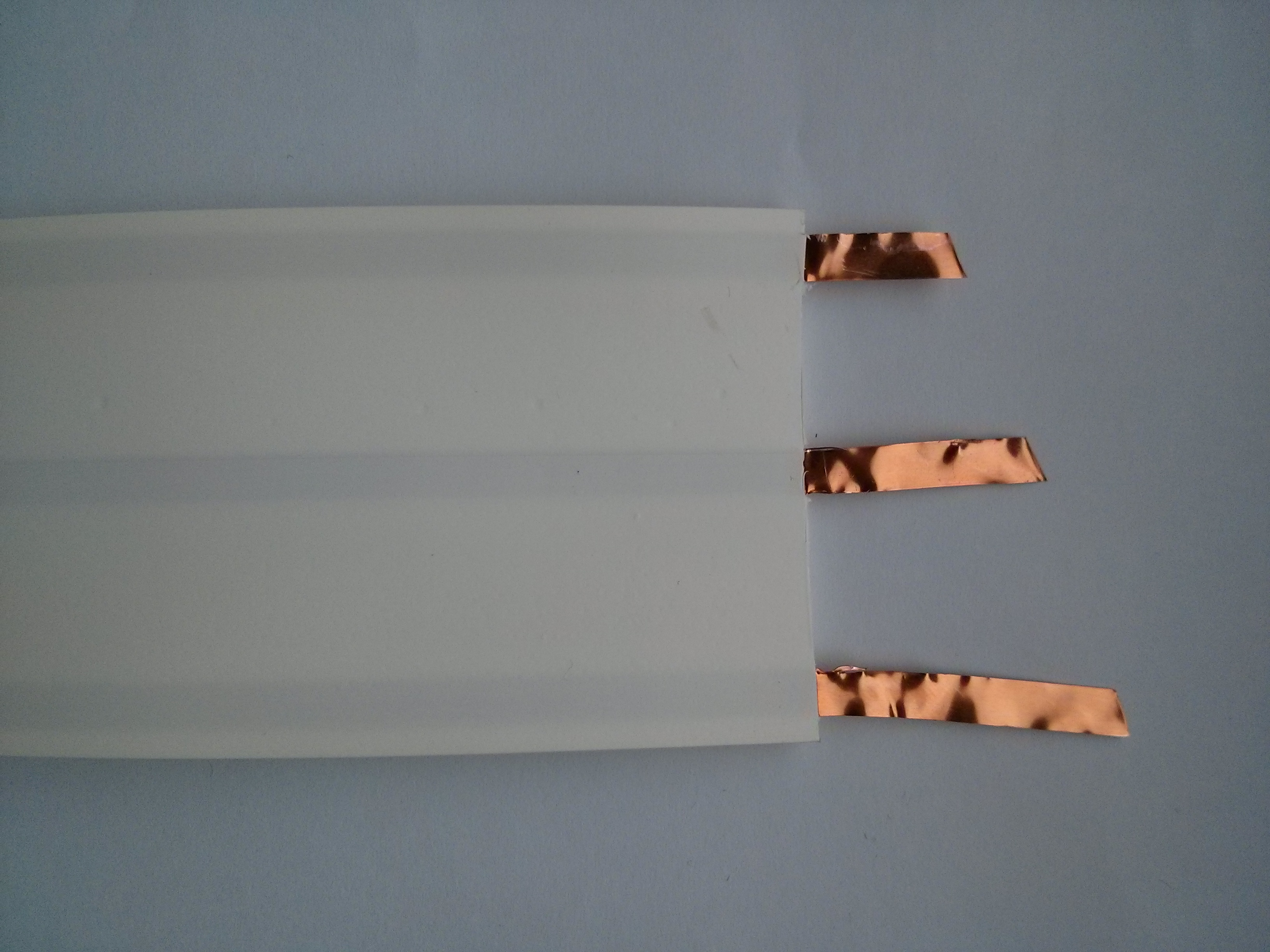
Ein TDR-Wellenleiter mit freigelegten Kupferadern

Bei der Laufzeitmessung wird der als Sensor benutzte Wellenleiter in Form von einem zwei- oder dreiadrigen Flachbandkabel, einem oder mehreren elektrisch leitfähigen Stäben oder Streifenleitungen (zum Beispiel horizontal im Inneren von Tanks) in dem zu untersuchenden Material platziert. Die Länge der Wellenleiter kann je nach Einsatz und Wellenleiter variieren und zwischen zehn Zentimeter und 30 Meter betragen. Daran wird ein Koaxialkabel angeschlossen, das den Wellenleiter mit einem TDR-Messgerät verbindet, welches einen Impulsgenerator und ein Oszilloskop beinhaltet. Das Koaxialkabel dient nur zur Übertragung des Impulses vom Generator zum Wellenleiter und hat keine Funktion als Sensor.
Zu Beginn der Messung wird vom Impulsgenerator ein Impuls oder Spannungssprung auf das Koaxialkabel angelegt, welcher sich entlang des Kabels ausbreitet. Sobald der Impuls auf den Wellenleiter übergeht, kommt es zu einer teilweisen Reflexion des Signals. Durch diese teilweise Reflexion kann der Beginn des Sensors bestimmt werden. Die weitere Ausbreitungsgeschwindigkeit des Impulses wird durch die Feuchtigkeit entlang des Sensors beeinflusst. Bei
Erreichen des Sensorendes wird der Impuls vollständig reflektiert. Die Sprungantwort eines Wellenleiters lässt sich über den Zeitbereich berechnen.
Die verschiedenen Reflexionen werden durch das an den Sensor angeschlossene Oszilloskop in einer TDR-Kurve sichtbar. Die TDR-Kurve ermöglicht eine Bestimmung der Ausbreitungsgeschwindigkeit der elektromagnetischen Wellen. Durch Vergleich des ursprünglichen Impulses mit dem reflektierten Signal unter Zuhilfenahme eines Ersatzschaltbildes lassen sich Rückschlüsse auf die relative Permittivität des Materials und somit den gemittelten Feuchtegehalt schließen.
Die Laufzeitmessung wird zur vollautomatischen Messung des mittleren Feuchtegehalts in verschiedenen Gebieten wie zum Beispiel in der Hydrologie, Landwirtschaft und Bautechnik (siehe auch Baufeuchte) eingesetzt. Dabei sind manuelle Messungen mit Handgeräten auch möglich. Informationen zur räumlichen Wassergehaltsverteilungen ermöglichen zum Beispiel: Effizientes Düngen und Bewässern, Überwachung des Erstarrungsprozesses in Beton und Zement, Messung des Füllstandes von Flüssigkeiten in einem Behälter, Erkennen von Erdrutschrisiken durch zu hohen Feuchtegehalt von Böden und Überwachung von Bodensanierungsprozessen.

## Profilmessung
Eine Laufzeitmessung, wie oben beschrieben, reicht für zahlreiche Anwendungen nicht aus, wenn anstatt des mittleren Feuchtegehalts der punktuelle Feuchtegehalt entlang des Sensors ermittelt werden muss. Zur Ermittlung der Feuchtegehaltsverteilung in einem Material existieren mehrere Lösungsmöglichkeiten:

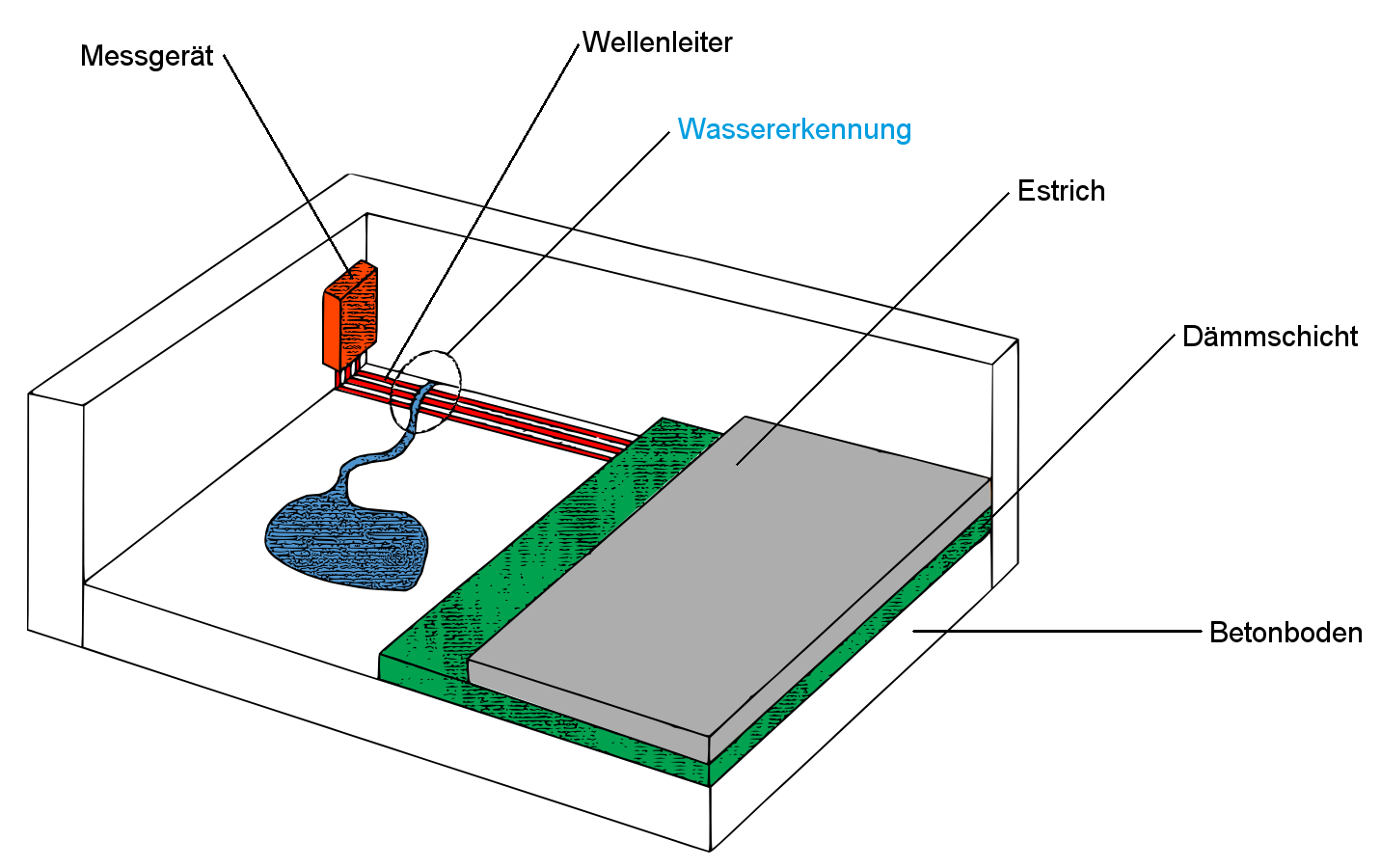
Feuchtigkeitserkennung in Gebäuden mittels Profilmessung

- Profilrekonstruktion: Der modernste und am meisten benutzte Ansatz besteht darin, die Wellenausbreitung entlang des Sensors zu messen und den reflektierten Impuls zu modellieren. Algorithmen zur Profilrekonstruktion mit Zeitbereichsreflektometrie rekonstruieren den Feuchtegehalt entlang des Wellenleiters von einer aufgezeichneten TDR-Kurve.[1] Diese Methode kommt ohne Änderungen an den Wellenleitern aus.

Die zur Profilrekonstruktion verfügbaren Algorithmen sind jedoch auf gewisse Materialien und Bodentypen beschränkt. Die Exaktheit des Rekonstruktionsverfahrens und der komplexen Algorithmen wird in der Praxis durch störende Faktoren wie begrenzter Amplitudenauflösung der TDR-Instrumente und durch Rauschen beschränkt.
- Änderung des Querschnitts: Mit Hilfe von Änderungen des Querschnitts wird der Wellenleiter in einzelne Bereiche unterteilt. Dazu wird der Querschnitt an den entsprechenden Stellen jeweils vergrößert oder verkleinert. An den Querschnittsänderungen werden durch Änderung der Wellenimpedanz künstliche Reflexionen erzeugt, welche im Signal die Unterteilung sichtbar machen.

Eine automatisierte Messdatenauswertung ist bei dieser Methode jedoch schwierig, da die künstlichen Störungen nicht immer von echten Veränderungen im Material unterschieden werden können. Dadurch wird diese Methode nur bedingt eingesetzt.
- Unterteilung: Hierbei wird der Wellenleiter mit Hilfe von pin-Dioden in einzelne Segmente unterteilt. Die pin-Dioden erzeugen künstliche Reflexionen. Durch diese Reflexionen kann die TDR-Kurve unterteilt werden.

Nachteil bei dieser Methode sind die bei zunehmender Kabellänge auftretende verstärkte Abschwächung des Impuls (Dispersion), der Einfluss der Diodenschaltung auf das Signal und die aufwändige, im Vergleich zu anderen Methoden teure und aufgrund der Komplexität der Konstruktion manuelle Fertigung dieser speziellen Wellenleiter.
- Längenvariation: Bei dieser Methode werden mehrere unterschiedlich lange Wellenleiter parallel zueinander montiert. Jeder Wellenleiter deckt somit einen eigenen Bereich ab. Eine Lokalisierung der Feuchte oder Bestimmung des punktuellen Feuchtegehalts ist somit ohne Änderungen an den Wellenleitern möglich.

Da für jeden Bereich ein eigener Wellenleiter angeschlossen werden muss, ist der Aufwand und somit die Kosten für diese Methode sehr hoch. Durch den hohen Einbauaufwand und Materialkosten wird diese Methode kaum eingesetzt.
Die Profilmessung ermöglicht eine vollautomatische Messung des punktuellen Feuchtegehalts oder Lokalisierung von Feuchte und somit eine Dichtheitsüberwachung von zum Beispiel Fundamenten, Sohlen oder Barrieren einer Deponie. Dazu zählen auch atomare Endlager in Salzbergwerken.